# Río Seriozha (Kunia)
El río Seriozha (del ruso: Серёжа) es un río del óblast de Tver, en el noroeste de la Rusia europea, afluente del río Kunia.
Tiene una longitud de 101 km. Es un emisario del lago Nagove, situado en las colinas de Valdái. En el curso superior el río es muy tortuoso y estrecho, de una anchura de 10-15 m. El lecho está surcado por multitud de troncos. La velocidad de la corriente es muy alta, especialmente en la época de crecidas. Muchos rápidos pedregosos.
Tras pasar por Ploskosh el río se ensancha y se hace más profundo, aunque la velocidad de la corriente sigue siendo alta. Desemboca en el Kunia a la altura de la frontera de este óblast con el de Nóvgorod.